# Enseignement dans la région autonome du Tibet
La région autonome du Tibet a été officiellement fondée en septembre 1965. La République populaire de Chine a commencé à mettre sur pied un enseignement moderne au Tibet au début des années 1950. Selon l'agence Xinhua, en 2005, la région autonome du Tibet comptait 1 010 écoles où étudiaient 486 000 élèves et étudiants. Selon le site English.news.cn, en 2011 on comptait plus de 31 000 étudiants, pour la plupart Tibétains de souche, dans l'enseignement universitaire au Tibet. En 2002, Robert Barnett fait remarquer que selon les statistiques officielles, 97 % de la population est tibétaine dans la région autonome, alors que seul un écolier sur trois est d'origine tibétaine dans l'éducation secondaire et supérieure, ce qui suggère une inégalité dans l'accès à l'éducation des enfants tibétains.

## Instauration d'un enseignement moderne
Selon Asianinfo, la Chine commença à instaurer un système éducatif laïc au début des années 1950.

### Période 1951-1959
Dans la seconde moitié de 1951, l'armée populaire de libération mit sur pied un cours de langue tibétaine pour ses personnels à Lhassa. Un des enseignants en était Qangngoiba Doje Ngoizhub (Dorje Ngodup Changngopa), un ancien responsable du gouvernement tibétain.
En 1952 s'ouvre l'école primaire de Lhassa. Elle comportait 20 administratifs, 30 enseignants et 300 élèves, chiffre par la suite porté à 500. Lorsque le comité préparatoire à l'établissement de la Région autonome du Tibet vit le jour en 1956, l'école comptait plus de 1 000 élèves. Par la suite, d'autres écoles primaires s'ouvrirent dans diverses villes du Tibet, notamment à Chamdo et Xigaze. Le premier collège de la région, le collège de Lhassa, ouvrit ses portes en septembre 1956, accueillant plus de 50 professeurs et 650 élèves dont les frais de scolarité étaient entièrement pris en charge.
Selon Rong Ma, professeur de sociologie à l'université de Pékin, après la promesse faite au dalaï-lama en 1956 par le gouvernement central de repousser toute réforme sociale, politique et surtout agraire pendant six autres années ainsi que de réduire ses activités, le nombre de cadres et d'ouvriers (aussi bien Han que tibétains) envoyés au Tibet, régressa de 45 000 à 3 700 en un an. Le nombre d'écoles primaires publiques se trouva ramené de 98 à 13 en 1958 et le nombre d'élèves de 6 360 à 2 400. Par la même occasion, les institutions responsables de l'éducation au niveau de la préfecture et du comté furent abolies.
Fin 1958, il y avait 13 écoles primaires publiques au Tibet, avec un effectif de 2 600 élèves.
Selon Michael Harris Goodman, les habitants de Lhassa constatèrent que les écoles primaires chinoises nouvellement ouvertes étaient des instruments de propagande communiste anti-tibétaine.

### Période 1959-1965
La période 1959-1965 fut marquée par de nouvelles réalisations. À la date de 1965, la région comptait plus de 1 800 écoles primaires accueillant 66 000 élèves, 4 collèges et une école normale accueillant plus de 1 500 élèves. Une étape importante de cette période fut la création de l'école des nationalités du Tibet, forte de plus de 3 000 étudiants et dispensant, entre autres, des cours de langue tibétaine, de comptabilité et d'agriculture. Une autre étape fut l'édition de manuels en langue tibétaine.

### Révolution culturelle (1966-1976)
Selon Rong Ma, le nouveau système, mis en place entre 1959 et 1966, fut toutefois interrompu pendant la révolution culturelle. Ce n'est qu'en 1976 qu'il fut rétabli. Alors que les cours dans les écoles se faisaient en tibétain dans les années 1950 et au début des années 1960, la pratique en fut discontinuée pendant la révolution culturelle.
De même, l'enseignement monastique, qui jusque-là avait continué en parallèle avec les écoles publiques, fut fermé par les gardes rouges (Han aussi bien que tibétains) en 1966 lorsque la révolution culturelle gagna la région autonome du Tibet.

### Années 1980
Selon Dorje Ngodup Changngopa, le système scolaire tibétain connut des développements importants au début des années 1980. En 1984, le gouvernement central exigea que les écoles de la région se concentrent sur la langue tibétaine en accord avec le développement économique et culturel local. De même, il décida de créer, dans des provinces et municipalités de l'intérieur, trois collèges et 16 classes spéciales pour les Tibétains. À la fin des années 1980, en dépit d'une plainte du 10e panchen-lama sur le manque d'action en la matière après une déclaration mensongère sur l'incompétence linguistique en tibétain des cadres chinois au Tibet, Dorje Ngodup Changngopa, alors directeur adjoint du département de l'éducation du Tibet, déclara que le ministère élaborait des plans pour mettre en œuvre progressivement l'enseignement de la langue tibétaine pour tous les enfants tibétains du primaire au secondaire, en conservant l'étude du chinois comme langue secondaire.
Selon Robert Barnett, les inscriptions scolaires au Tibet ont fortement diminué au début des années 1980 et n'ont commencé à remonter qu'en 1987. Les déclarations des autorités chinoises selon lesquelles dans les années 1980 la presque totalité des communautés rurales disposaient d'une école se sont révélées fausses, car il n'y avait  que très peu d'écoles rurales au Tibet,. Katia Buffetrille indique dans l'ouvrage Le Tibet est-il chinois ?, qu'en 1985, Ngabo Ngawang Jigme critiquait le ministère de l'Éducation « qui n'attachait aucune importance à la langue tibétaine ». Il constatait que, lors de la révolution culturelle, celle-ci avait été « sérieusement sinistrée » et que depuis rien n'avait vraiment changé.
L'année 1985 vit la fondation d'une université du Tibet avec, comme sections ou départements, langue et littérature tibétaines, langue et littérature chinoises, langue et littérature anglaise, histoire, art, médecine tibétaine traditionnelle, physique et chimie.
Selon le journaliste Tsewang Chodron, à partir de 1985, les frais de scolarité ainsi que la nourriture et le logement devinrent gratuits dans le primaire et le secondaire pour les élèves issus de familles d'éleveurs tibétains.[pertinence contestée]
En 2002, Robert Barnett écrivait que les affirmations selon lesquelles l'éducation est gratuite se sont avérées inexactes. En effet, des droits d'inscription et des frais scolaires de plus en plus élevés ont été instaurés par les gouvernements locaux dans l'ensemble du Tibet, comme en Chine. La qualité de l'enseignement primaire est d'une médiocrité extrême. Près de la totalité des écoles rurales n'offrent que 2 à 3 ans d'une éducation rudimentaire. En conséquence, il y a un taux d’abandon très élevé dans les écoles tibétaines. Près de 87 % des enfants tibétains abandonnent le système éducatif avant le niveau secondaire. Alors que 64 % des enfants non-tibétains (la plupart étant des Han) vont en secondaire dans la région autonome, seulement 13 % des enfants tibétains vont à l'école secondaire.
La loi de 1986 instaura le principe d’une scolarité obligatoire de 9 ans.[réf. nécessaire] Cependant, selon Robert Barnett, en 2001, seuls 5 des 24 comtés de la région autonome avaient pu appliquer ce programme.
En septembre 1989, s'ouvrit un nouvel institut d'enseignement supérieur, l'école de médecine tibétaine du Tibet.

### Années 1990-2010
En 2000, il y avait plus de 2 500 écoles primaires, dispensant un enseignement principalement en tibétain. Mais les élèves étudiaient également le chinois. Le nombre de collèges était monté à 68, et celui de lycées techniques à 18. Les élèves sortant d'un lycée technique doivent maîtriser le tibétain et bien connaître le chinois.
En 2009, selon Françoise Robin 15 % des Tibetains ont un niveau supérieur au collège, en 2001 le taux d'illettrisme est de 45 % aussi bien pour les Tibetains vivant en ville que ceux résidant à la campagne.
Selon Xinhua, en 2005, la région autonome comptait 1 010 écoles où étudiaient 486 000 élèves et étudiants. Cependant, en 2008, Robert Barnett fait remarquer que les statistiques concernent les enfants inscrits au premier jour de la rentrée scolaire, donnant une vision exagérée de la fréquentation de l'école durant l'année,.
Fin 2006, seuls 49 districts sur les 73 de la région autonome assuraient l'enseignement obligatoire sur 9 années, les autres n'en assurant que 6 années.
En 2007, Tashi Tsering est intervenu auprès des députés de la région autonome du Tibet pour protester de la trop faible place accordée à la langue tibétaine dans l'enseignement supérieur et dans l'administration. Selon une étude effectuée par le Comité d'enseignement de la Région autonome en 2007, la langue d'instruction principale était le tibétain dans 95 % des écoles primaires. Par contre, seulement 13 % des collégiens et 5,7 % des lycéens tibétains suivaient une formation dont tous les sujets (à l'exception du chinois) étaient uniquement enseignés en tibétain.

## Enseignement supérieur
L'Université du Tibet, l'Institut des nationalités, l'Institut d'agronomie et de techniques d'élevage et l'Institut de médecine constituent les piliers de l'enseignement supérieur dans la région autonome du Tibet.

### L'examen d'entrée national
Les élèves de la région autonome du Tibet peuvent opter d'inclure l'épreuve de tibétain dans l'examen d'entrée national à l'enseignement supérieur. Contrairement à la situation des provinces voisines, les épreuves non linguistiques s'effectuent uniquement en chinois. Nicolas Tournadre souligne que la composition actuelle de cet examen n'incite pas les élèves à étudier le tibétain.
| Choix 1 | Choix 1                                                                     | Choix 2                                                                     | Choix 2                                                                     | Choix 2 |
| Poids   | Épreuve                                                                     | Épreuve (région autonome du Tibet)                                          | Épreuve (Qinghai, Sichuan, Gansu)                                           | Poids   |
| ------- | --------------------------------------------------------------------------- | --------------------------------------------------------------------------- | --------------------------------------------------------------------------- | ------- |
| 150     | Chinois                                                                     | Tibétain                                                                    | Tibétain                                                                    | 75      |
| 150     | Chinois                                                                     | Chinois (langue secondaire)                                                 | Chinois (langue secondaire)                                                 | 75      |
| 150     | Mathématique (en chinois)                                                   | Mathématique (en chinois)                                                   | Mathématique (en tibétain)                                                  | 150     |
| 300     | Sciences ou Sciences sociales (en chinois)                                  | Sciences ou Sciences sociales (en chinois)                                  | Sciences ou Sciences sociales (en tibétain)                                 | 300     |
| 150     | Langue étrangère (anglais, français, espagnol, allemand, russe ou japonais) | Langue étrangère (anglais, français, espagnol, allemand, russe ou japonais) | Langue étrangère (anglais, français, espagnol, allemand, russe ou japonais) | 150     |

### Université du Tibet

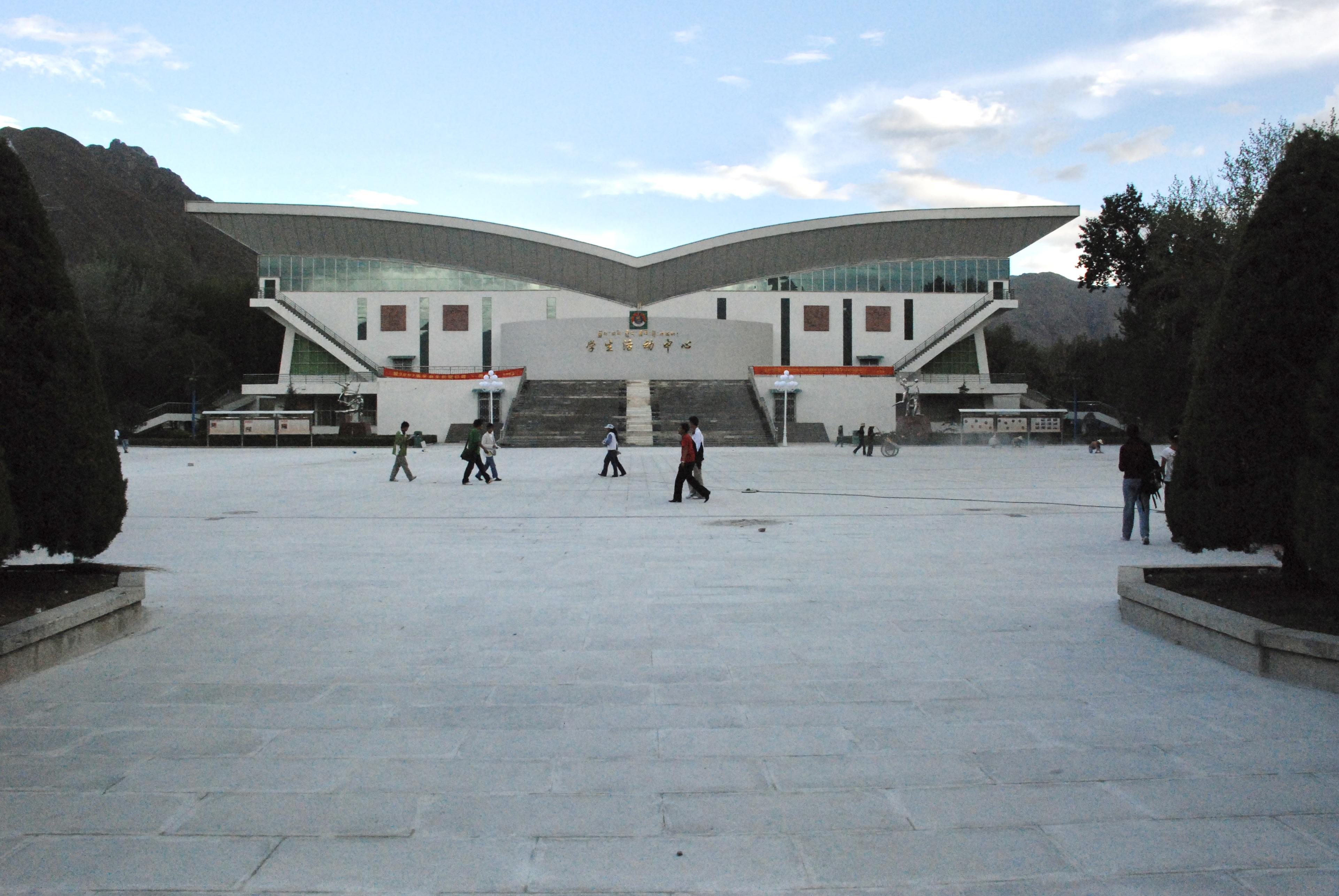
Auditorium de l'Université du Tibet (2007)

L'université du Tibet est la principale université de la région autonome du Tibet. Ouverte officiellement en 1985, elle a son campus à Lhassa, capitale de la région autonome du Tibet. Elle est financée par le gouvernement central chinois.
En 2004, elle accueillait 8 000 étudiants, le plus grand nombre d'entre eux se rencontrant à la Faculté des études tibétaines.
Selon le site English.news.cn, en 2011 on comptait plus de 31 000 étudiants, pour la plupart Tibétains de souche, dans l'enseignement universitaire au Tibet. 718 d'entre eux étaient en troisième cycle. Par ailleurs, de nombreux étudiants tibétains étudiaient dans le reste de la Chine.
Selon Nicolas Tournadre (2002), l'ensemble des matières scientifiques et la majorité des sciences sociales sont enseignées en chinois.

### Discrimination positive
Selon Elisabeth Martens, le Tibet bénéficie de la politique institutionnalisée de discrimination positive mise en place pour les minorités ethniques en Chine : son application se traduit par « des taxes (droits) universitaires moins élevés et des examens d'entrée moins sévères ». En 1997, Barry Sautman indiquait que la barre d'admission est placée plus bas pour les minorités ethniques que pour les autres étudiants.
En 2002, Robert Barnett fait remarquer que selon les statistiques officielles, 97 % de la population est tibétaine dans la région autonome, alors que seul un écolier sur trois est tibétain dans l'éducation secondaire et supérieure, ce qui suggère une inégalité dans l'accès à l'éducation des enfants tibétains.